# اماید
اماید (به هلندی: Ameide) یک روستا در هلند است که در Zederik واقع شده‌است.

## خصوصیات
اماید c نفر جمعیت دارد.